# Biograficko-narativní rozhovor
Biograficko-narativní rozhovor je výzkumná kvalitativní metoda, jejímž cílem je z dlouhého nepřerušovaného vyprávění strukturovat životní příběh. Používá se zejména v sociologii a psychologii v rámci biografického výzkumu. Pracuje s porovnáváním vyprávěného a prožitého životního příběhu, přičemž posluchač kriticky zhodnotí biografické údaje a na základě srovnání vytvoří hypotézu.

## Historie
První praktický návod k vytvoření narativního rozhovoru byl zveřejněn v roce 1967 v článku Labova a Waletzkiho „Narativní analýza: Mluvená podoba osobní zkušenosti“. V něm se zaměřují na to, že komunikaci mezi členy společnosti lze i vědecky zrekonstruovat.
V 70. a 80. letech 20. století na ně navázal německý sociolog Fritz Schütze, který vytvořil model, podle kterého je možné z rozhovorů poskládat narativní texty a dále je analyzovat.
Nejvýraznějšími průkopníky této metody se stali Gabriele Rosenthal a její manžel Wolfram Fischer-Rosenthal, kteří v 90. letech sepsali několik publikací, ve kterých modifikovali Schützeho metodu a biograficko-narativní rozhovor obohatili o hermeneutické postupy (výklad textu pod vlivem filozofie, práva a náboženství).
V současné době jsou jedněmi z největších zastánců této metody Tom Wengraf a jeho manželka Prue Chamberlayne. Ti název upravili na biograficko-narativní interpretativní metodu, zkráceně BNIM. Snaží se ve svém postupu oddálit od německých filozofických postupů a více se soustředit na pozitivismus a technicismus. Těmito metodami cílí na posílení důležitosti a serióznosti psychosociálního výzkumu, ve kterém vyzdvihují jeho víceoborovost jako důležitý benefit, proto je podle nich nutná kombinace psychologa, sociologa a historika, aby mohl být rozhovor správně analyzován. Zastávají také názor, že tato metoda je pro interpretaci myšlenkových postupů při výzkumu období či události efektivnější než pouze strukturovaný dotazník.

## Postup
Při biograficko-narativním rozhovoru nejsou vypravěči pokládány standardizované otázky, žádoucí je naopak jeho volné vyprávění. V první fázi rozhovoru do vyprávění není zasahováno a vypravěči je umožněna volná prezentace příběhu podle jeho vlastních preferencí. Po ukončení prvního vyprávění je vypravěč doplňujícími otázkami vyzván k upřesnění nejasností, popřípadě k doplnění tématu nebo úseku, kterému se v úvodním vyprávění nevěnoval či nevěnoval dostatečně. Po ukončení rozhovoru následuje fáze vyhodnocování, při které se analyzují a vyhodnocují rozdíly mezi zaznamenaným vyprávěním a archivními prameny podloženým prožitým životem.
Gabriele Rosenthal a Wolfram Fischer-Rosenthal uvádějí v rámci narativní analýzy a biografické případové rekonstrukce tyto kroky vyhodnocování:
1. Rozbor biografických údajů (události, příběhy).
2. Textová analýza a analýza tematických polí (postupná analýza jednotlivých textových částí interview – sebeprezentace).
3. Rekonstrukce případu (prožitý život).
4. Podrobná analýza jednotlivých textových částí.
5. Kontrastní srovnávání vyprávěného a prožitého životního příběhu.
6. Vytváření typů.

Před samotnou analýzou se zaznamenaný text rozdělí do sekvencí podle kritérií jako je změna mluvčího, žánr textu, nebo změna tématu. Je nutné zachovat posloupnost vyprávění, která se také posuzuje.
Při rekonstrukci případu se vyhodnocuje biografický význam jednotlivých prožitků, stanovují se hypotézy, které se následně porovnávají s výpověďmi. Pozornost se soustředí také na současnou perspektivu vypravěče a jeho prezentaci životního příběhu (čím začíná a proč, které segmenty rozvádí do hloubky, které jen naznačí).
Díky analýze dochází ke kritickému zhodnocení získané výpovědi, což pomůže k poznání vypravěče, odhalení jeho strategie (např. pokud chtěl něco zatajit) a zamezí se dezinterpretaci. I přes důkladnou analýzu jsou formulované závěry vždy jen hypotetické.